# Jacobo Fitz-James Stuart y Falcó
Jacobo Fitz-James Stuart y Falcó (Madrid, 1878 - Lausanne, Suisse, 1953), ci-après désigné par « le duc d’Albe », était un homme politique, diplomate, auteur et mécène espagnol.
D’origine aristocratique — descendant direct de Jacques II d’Angleterre et du Grand Duc d’Albe et porteur de 24 titres de noblesse —, le duc d’Albe fit ses études secondaires en Grande-Bretagne, puis des études de droit à l’université centrale de Madrid. Son engagement en politique se traduisit par plusieurs mandats de député (à titre indépendant, c’est-à-dire sans affiliation à aucun parti) dans les décennies 1900 et 1910, par un siège à l’Assemblée nationale consultative sous la dictature de primorivériste, par deux portefeuilles ministériels au sein du gouvernement de Dámaso Berenguer dans la dernière phase de la monarchie alphonsine, et plus tard, par un bref mandat de procurateur aux Cortes franquistes. 
Après le soulèvement militaire de juillet 1936, il rallia le camp national et fut envoyé par Franco à Londres en 1937, d’abord en tant que représentant officieux, puis à partir de 1938 comme ambassadeur d’Espagne attitré. Dans cette fonction, il s’employa durant la Guerre civile à obtenir la bienveillance du gouvernement Chamberlain à l’égard du camp national, en s’aidant de ses nombreuses accointances dans l’aristocratie anglaise, tout en imputant ses difficultés et revers sur ce plan aux influences « judéo-maçonniques » et à une presse britannique majoritairement dominée par les juifs ; pourtant, s’il restait certes imprégné de certaines idées du conservatisme autoritaire, le duc d’Albe récusait le fascisme et faisait figure avant tout de monarchiste indéfectible. Du reste, tout au long de la Seconde Guerre mondiale, il s’appliqua à éviter, par ses dépêches diplomatiques expédiées à Madrid, l’entrée en guerre de l’Espagne franquiste aux côtés de l’Axe, et plaida à la fin du conflit pour une reconfiguration institutionnelle de l’Espagne dans un sens démocratique. Signataire en 1947 d’un manifeste demandant la restauration de la monarchie, il s’attira les foudres du Caudillo et fut dépouillé de toutes ses fonctions politiques.
D’esprit et d’allure aristocratiques, le duc d’Albe eut à cœur de préserver et d’étendre le riche patrimoine (immobilier, œuvres d’art, archives, bibliothèques) dont il avait hérité. Il publia de nombreux ouvrages et articles — monographies sur ses ancêtres ou livres de portée plus générale, catalogue raisonné de ses fonds, publication de correspondances, etc. — et aida d’autres auteurs en subsidiant leurs travaux ou par des bourses.

## Biographie

### Origines familiales et premières années

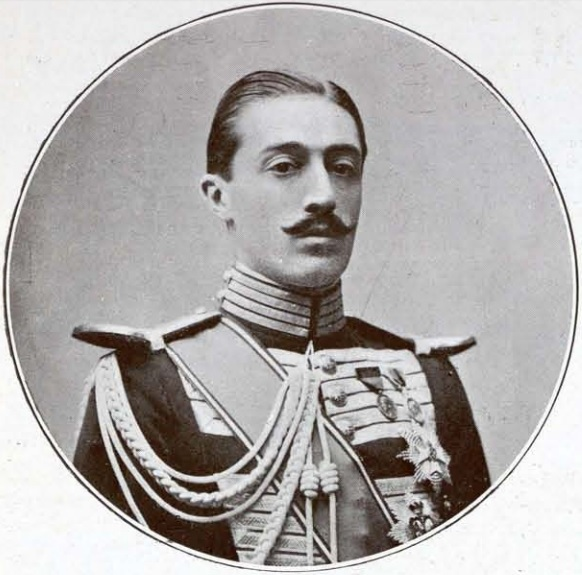
Le duc d’Albe en 1919.

Jacobo Fitz-James Stuart y Falcó, duc d’Albe, souvent désigné par le raccourci Jimmy Alba, ou plus souvent encore simplement par le duc d’Albe, était le fils aîné de Carlos María Fitz-James Stuart y Palafox, 12e duc de Huéscar et pour lors héritier de la maison d’Albe, et de l’épouse de celui-ci, María del Rosario Falcó y Osorio, 21e comtesse de Siruela. Il vint au monde dans le palais de Liria à Madrid le 17 octobre 1878 et fut baptisé quelques jours plus tard du prénom Santiago (variante de Jacobo), en ayant pour parrains son grand-père paternel, Jacobo Fitz-James Stuart y Ventimiglia, duc d’Albe, et sa grand-mère maternelle, la duchesse de Fernán Núñez.
Il fit ses premières études sous la direction de précepteurs privés, puis fut inscrit à Beaumont College, collège de Jésuites sis à Old Windsor, en Grande-Bretagne, pour entrer ensuite à Eton College. Dans ces établissements, il noua un ensemble d’amitiés qui lui seront fort utiles quarante ans plus tard, dans l’accomplissement de sa mission diplomatique à Londres. Il suivit ensuite une formation supérieure à l’université centrale de Madrid, où il obtint une licence en droit.

### Carrière politique
Aux élections de 1903, le duc d’Albe fut élu député aux Cortes pour la circonscription de Lalín (dans la province de Pontevedra, en Galice) ; ensuite, pour la circonscription d'Illescas (dans la province de Tolède), aux élections de 1905, de 1907, de 1910 et de 1914.
En 1916, se prévalant de sa qualité de grand d’Espagne de première classe, il sollicita son admission au Sénat, où son premier discours à la tribune portait sur la réforme fiscale, et où il allait faire partie en 1922 de la commission chargée d’instruire une procédure contre le général Dámaso Berenguer.

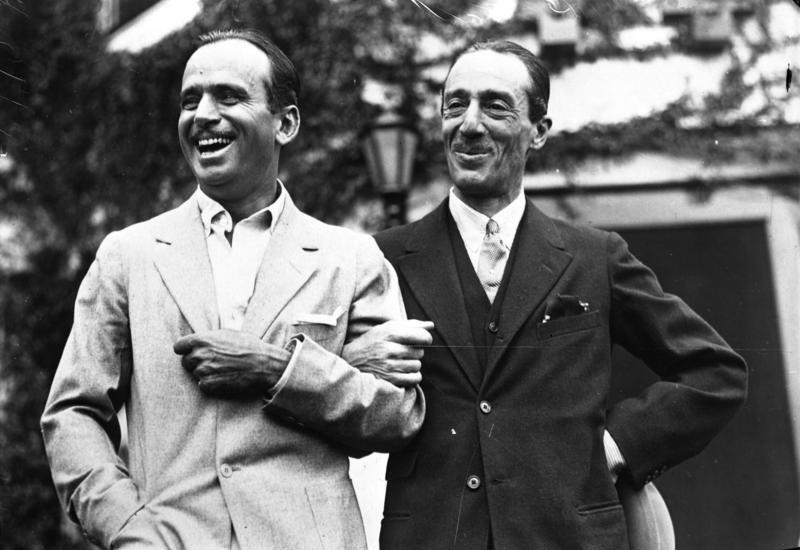
Le duc d’Albe (à droite), en 1929.

Entre 1927 et 1930, sous la dictature de Primo de Rivera, il fut membre de l’Assemblée nationale consultative.
Son patriotisme et sa loyauté absolue à la monarchie portèrent le duc d’Albe à participer activement à la politique pendant la phase finale du règne d’Alphonse XIII et à exercer comme député et sénateur. S’il s’était toujours gardé d’accepter une fonction gouvernementale, il consentit en 1930, à la chute de Primo de Rivera, de faire partie du cabinet ministériel du général Dámaso Berenguer, constitué dans une tentative de préserver la monarchie, laquelle avait été fortement fragilisée par la dictature primorivériste. Il fut ainsi nommé d’abord ministre de l’Instruction publique, puis ministre d’État (c’est-à-dire ministre des Affaires étrangères).
Lorsque se produisit le soulèvement militaire de juillet 1936, le duc d’Albe, qui se trouvait alors à Londres, où il avait coutume de se rendre en été, se mit sans tarder au service des insurgés. Le 21 novembre 1937, le général Francisco Franco le nomma représentant du régime franquiste dans la capitale britannique, puis ambassadeur le 8 mars 1939, après la démission forcée (voulue par le régime franquiste) de l’ambassadeur de la République, Pablo de Azcárate. Revenu en Espagne en 1945, il fut désigné procureur (« procurador », c’est-à-dire membre) des Cortes franquistes.

### Agent diplomatique et ambassadeur d’Espagne à Londres (1937-1945)

#### Nomination
À Londres, le duc d’Albe exerça dans un premier temps comme agent diplomatique officieux du gouvernement de l’Espagne « nationale », puis, par un décret pris à Burgos le 8 mars 1937, fut nommé ambassadeur d’Espagne. Quoique ne pouvant pas se prévaloir d’une quelconque expérience diplomatique antérieure, il avait des compétences politiques et une solide connaissance de la Grande-Bretagne, de par ses liens familiaux historiques avec ce pays.
Henry Chilton, l’ambassadeur de Grande-Bretagne en Espagne et ami du duc d’Albe, fit observer que le général Franco devait l’avoir envoyé à Londres plutôt en raison de ses connexions britanniques qu’eu égard à ses capacités, vu qu’il était douteux qu’il fût au courant de ce que l’on pensait et de ce qui se tramait réellement au quartier-général de Franco à Salamanque.
Devant le vicomte Cranborne, sous-secrétaire parlementaire au Foreign Office, le duc d’Albe affirma que le général Franco ne souhaitait rien tant que d’entretenir de bonnes relations avec la Grande-Bretagne, que l’influence italienne et allemande n’avait rien de préoccupant, que l’Espagne ne serait jamais fasciste, et que dans le cas d’une guerre européenne, elle se maintiendrait neutre, mais amicale, ajoutant, en guise de preuve ultime de la bonne volonté espagnole, que pas un seul des prisonniers britanniques des Brigades internationales n’avait été fusillé.

#### Pendant la Guerre civile
Pendant la Guerre civile, l’une des principales missions du duc d’Albe consistait à convaincre le gouvernement de Londres et les Britanniques en général que le camp national n’était pas constitué de quelques fascistes soucieux de mettre l’Espagne sous la coupe de Rome et de Berlin, mais de patriotes dont les idées conservatrices n’étaient somme toute pas très éloignées de celles de bon nombre de tories, et que l’éventuelle victoire des troupes franquistes ne représentait pas une menace pour les intérêts du Royaume-Uni ; toutefois, ce serait sans doute surestimer l’influence du duc d’Albe que de croire que son action ait contribué de manière déterminante à orienter la politique britannique envers l’Espagne. Certes, en vue de ses efforts de persuasion, les avantages découlant de ses accointances aristocratiques allaient se faire ressentir rapidement ; en effet, sitôt qu’arrivé à Londres en qualité de délégué officieux, il put, au logis du marquis de Londonderry, s’entretenir avec le roi George VI, à qui il eut le loisir d’exposer en privé, durant près de trois quarts d’heure, sa version des événements en Espagne.
En outre, le duc d’Albe eut à cœur de mettre au grand jour auprès du Foreign Office l’aide subreptice mais relativement importante que le gouvernement français apportait au printemps 1938 à la République espagnole, et que la pression de Londres sur Paris contribua à réduire efficacement. C’est vers la même époque aussi que le duc d’Albe eut à gérer la grave crise provoquée par les attaques des forces navales et aériennes du camp national contre des navires marchands battant pavillon britannique et chargés d’acheminer des approvisionnements non-militaires vers le territoire tenu par les républicains, attaques qui suscitèrent l’indignation en Grande-Bretagne et pouvaient par là mettre en péril la majorité parlementaire de Neville Chamberlain.
Le duc d’Albe, qui, à l’instar d’une grande partie de la droite autoritaire espagnole, était convaincu que la franc-maçonnerie était un pouvoir occulte et maléfique, faisait remonter à une origine maçonnique les initiatives en faveur d’une médiation dans la crise espagnole, telles que le Comité pour la paix civile et religieuse en Espagne de Jacques Maritain. Pour lui, Chamberlain incarnait ce qui restait de sain en Angleterre, face aux « éléments judéo-maçonniques continentaux », dont Anthony Eden était le représentant en Grande-Bretagne ; l’évincement de celui-ci comme secrétaire du Foreign Office et son remplacement par lord Halifax en février 1938 était considéré (non à tort) par le duc d’Albe comme un changement bénéfique pour l’Espagne nationaliste. Lors d’un débat parlementaire tenu fin juin 1938 à la suite de l’envoi par le fond de deux vaisseaux anglais par des forces au service du général Franco, quelques députés conservateurs votèrent contre le gouvernement en place, se prêtant ainsi, selon le duc d’Albe, à « une manœuvre internationale d’origine maçonnico-judaïque » et faisant fi des intérêts de la Grande-Bretagne. Les attitudes contraires à l’Espagne nationale manifestées par quelques évêques anglicans étaient imputées par lui à une hostilité envers le catholicisme.
Le 28 septembre 1938, il incomba au duc d’Albe de remplir une mission de grande importance, à savoir : faire part au Foreign Office qu’en cas de guerre européenne, l’Espagne observerait la neutralité. Si cette déclaration n’était alors pas encore d’actualité, elle correspondait aux convictions du duc d’Albe, et de l’avoir faite remplissait de satisfaction Jordana, le ministre de tutelle du duc, qui, à l’égal de celui-ci, était d’opinions conservatrices autoritaires, sans pour autant être fasciste, et appréciait Chamberlain pour avoir observé une neutralité bienveillante à l'égard de l'Espagne nationale. Toutefois, après les accords de Munich, les préoccupations du duc d’Albe s’accrurent au vu de la propension du gouvernement britannique à prôner la médiation dans la Guerre civile espagnole au moindre signe de ralentissement de l’avancée des troupes nationalistes. Selon le duc d’Albe, Chamberlain souhaitait toujours la victoire du camp national, mais devait tenir compte de son opinion publique, façonnée par une presse britannique majoritairement dominée par les juifs, comme l’attestaient les campagnes contre les pogroms commis en Allemagne et aussi les réactions d’hostilité chaque fois que le gouvernement britannique exerçait des pressions sur celui de Paris pour qu’il abandonne à son sort la République espagnole.
Peu après, l’offensive des troupes franquistes contre la Catalogne décida du sort de la Guerre civile et porta les gouvernements de Londres et de Paris à admettre l’opportunité d’une reconnaissance diplomatique de l’Espagne nationaliste. Aussi, le 27 février 1939 et le 8 mars, le duc d’Albe fut-il nommé ambassadeur à Londres, ce qui mit un terme à la période officieuse, mais néanmoins fructueuse, de son travail diplomatique.

#### Guerre mondiale

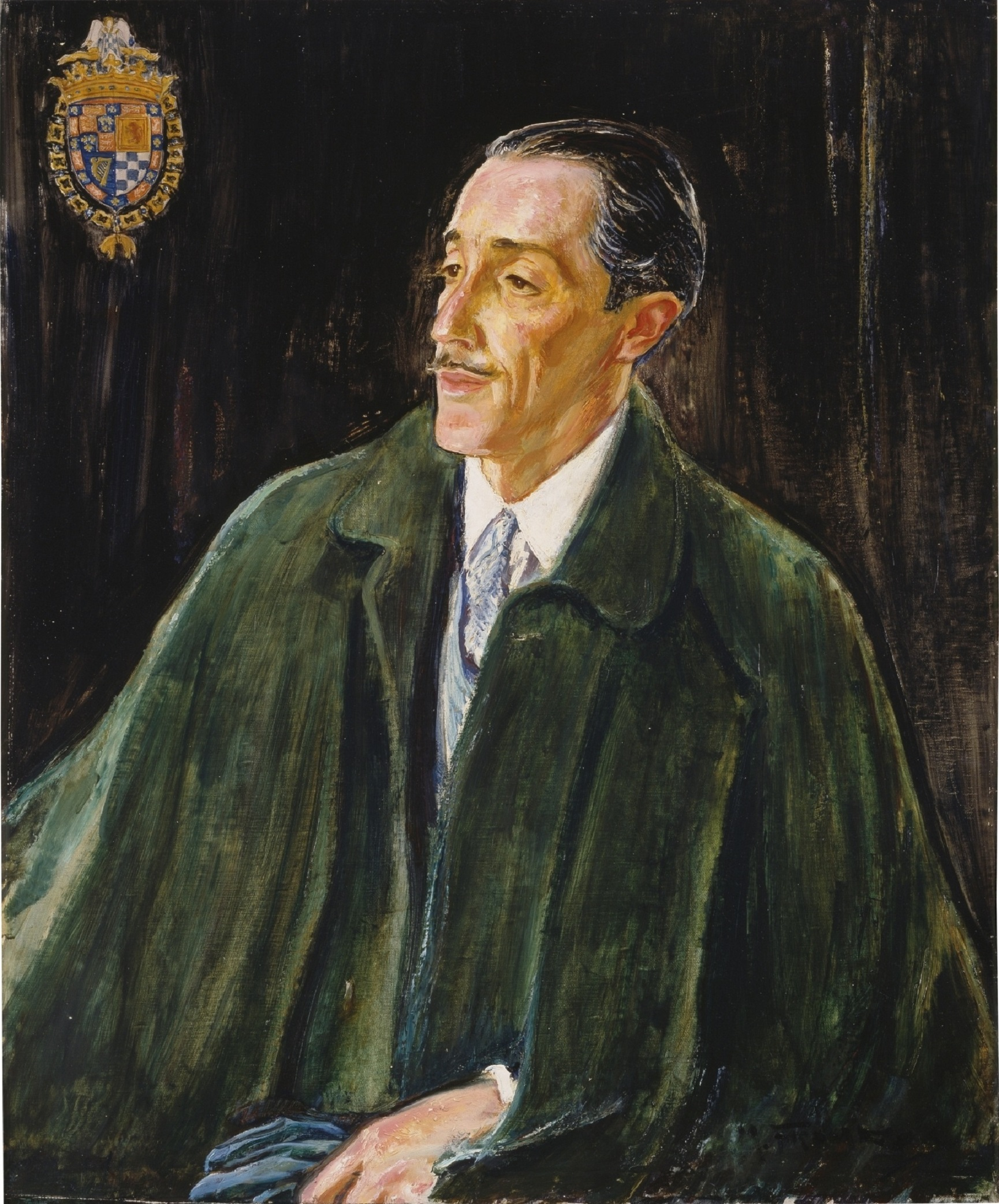
Portrait du duc d’Albe par Maurice Fromkes (1925).

Étant habilité, en sa qualité d’ambassadeur, à assister aux séances du parlement britannique depuis la tribune réservée au corps diplomatique, le duc d’Albe tendait à s’identifier à la politique britannique pendant la Seconde Guerre mondiale, et restait convaincu de la victoire du Royaume-Uni. Dès avant la guerre, le ministre Jordana, qui partageait le point de vue du duc d’Albe, se voyait lui-même comme le principal gouvernant espagnol sur qui pesait la responsabilité d’éviter, face à Serrano Suñer et à d’autres, l’entrée en guerre de l’Espagne aux côtés de l’Axe, et comptait pour cela s’appuyer sur le duc d’Albe. La guerre éclata peu après un remaniement gouvernemental où Jordana fut écarté et remplacé comme ministre des Affaires étrangères par le colonel Beigbeder, qui, à la différence de son prédécesseur, ne rangeait pas le duc d’Albe parmi ses confidents. Après le départ de Jordana, la politique du régime franquiste prit une orientation plus germanophile, où la tentation d’intervenir dans le conflit allait s’accroissant, en particulier après la défaite de la France en juin 1940. Dans de telles circonstances, les dépêches envoyées à Madrid par le duc d’Albe, où il insistait dès le début de la guerre sur le moral élevé des Britanniques, sur leur conviction générale qu’ils finiraient par triompher de l’Axe, et sur le fait que la tenace résistance britannique excluait la possibilité d’une rapide victoire allemande, devaient revêtir une importance particulière et ont pu contribuer à ce que le gouvernement espagnol adopte une position de neutralité dans le conflit et à ce que le général Franco n’ait pas cédé aux exigences d’entrée en guerre adressées à l’Espagne par Hitler, même s’il faut se garder de surévaluer l’influence de ces dépêches sur le déroulement des événements et sur les décisions de Franco,, d’autant que pendant cet hiver, comme dans la suite, les négociations les plus importantes entre la Grande-Bretagne et l’Espagne furent menées non à Londres, par le truchement du duc d’Albe, mais à Madrid, par le biais des représentants britanniques.
L’annonce par l’Espagne, faite à la mi-juin 1940, qu’elle passait d’une attitude de neutralité à une attitude de non-belligérance, provoqua une certaine inquiétude en Grande-Bretagne, exacerbée encore par la virulence de la presse espagnole, plus particulièrement par la tonalité des nombreuses allusions au statut de Gibraltar qu’on y trouvait. Durant cette phase, où Madrid caressait le dessein d’entrer en guerre dans l’espoir d’être invitée ensuite à partager le butin après la victoire jugée proche des puissances de l’Axe, la voix du duc d’Albe en fut une qui ne se lassait pas de souligner que l’issue du conflit en cours restait incertaine, en raison, comme il l’écrivit à Beigbeder en juillet 1940, de l’état de haute préparation militaire et de la volonté morale des Britanniques ; certes, précisait-il, le régime politique du Royaume-Uni était imparfait, comme celui de toutes les démocraties, mais il n’était pas parvenu au degré de putrescence atteint par le régime français, et le peuple britannique faisait montre, dans les moments de péril, de stoïcisme et d’un profond sens du devoir civique.
L’allusion à Gibraltar faite par Franco dans son discours du 17 juillet 1940 fut fort mal accueillie en Grande-Bretagne, y compris par des personnes très amies de l’Espagne nationaliste, qui signifièrent au duc d’Albe qu’une telle revendication, posée de surcroît à un moment où la Grande-Bretagne devait lutter pour garder cette péninsule, équivalait à rechercher délibérément un conflit armé. Le duc pensait pour sa part que le gouvernement espagnol, moyennant qu’il sache agir avec habileté, pourrait, une fois la guerre finie, récupérer sa totale souveraineté sur Gibraltar sans verser une seule goutte de sang.
Dans ses dépêches, le duc d’Albe arguait que l’Italie s’était engagée étourdiment dans la guerre, et faisait observer que, si la Blitzkrieg de l’Axe échouait, la situation pourrait basculer en 1941 ou 1942, compte tenu que dans la course aux armements aériens, la Grande-Bretagne disposait d’importants atouts. Il exprimait sa conviction que le gouvernement britannique avait plus d’intérêt que tout autre gouvernement à ce que le régime espagnol actuel se maintienne. S’il était vrai que Juan Negrín et d’autres dirigeants républicains résidaient en Grande-Bretagne — personnalités dont du reste il avait sollicité l’expulsion —, il n’avait aucune raison de soupçonner que les autorités britanniques entretiendraient des contacts avec eux ou auraient l’intention de leur permettre d’exercer des activités politiques. Ces communications du duc d’Albe parvenaient à Madrid à un moment où la certitude de la défaite de la Grande-Bretagne constituait, à côté d’une réponse favorable de la part de Hitler aux aspirations espagnoles en Afrique du Nord, la condition à remplir pour que Franco consente à entrer en guerre.
Cependant, depuis que Serrano Suñer, beau-frère de Franco, avait assumé le portefeuille des Affaires étrangères, les rapports circonstanciés sur l’effet des bombardements allemands sur Londres expédiés à Madrid par le duc d’Albe étaient immédiatement transmis à Berlin, à l’encontre des intentions de leur auteur. Kim Philby, maître espion britannique mais travaillant alors au service de l’Union soviétique, relate pour sa part dans ses mémoires intitulés My Silent War que la valise diplomatique espagnole était régulièrement violée pendant la Seconde Guerre mondiale, grâce à quoi

« [nous] apprenions qu’Albe envoyait périodiquement à Madrid des dépêches au sujet de la scène politique britannique d’une qualité tout à fait exceptionnelle. Comme nous ne doutions pas que le ministère des Affaires étrangères espagnol les mettrait à la disposition des alliés allemands, ces dépêches constituaient une fuite réellement sérieuse. Cependant, l’on n’y pouvait rien faire. Il n’y avait aucune preuve que le Duc avait obtenu ses informations de façon répréhensible. Simplement, il côtoyait des personnes informées et rapportait ce qu’elles disaient, assortis de commentaires perspicaces de son cru. »

Dans l’atmosphère d’enthousiasme à laquelle l’attaque allemande contre l’Union soviétique avait donné lieu en Espagne, se traduisant notamment par l’envoi vers le front de l’Est de la División Azul, Franco prononça le 17 juillet 1941 un discours non seulement violemment antisoviétique, mais aussi antibritannique, ce qui amena le gouvernement du Royaume-Uni à envisager d’adopter désormais vis-à-vis de l’Espagne une position beaucoup plus dure. Le duc d’Albe se fit l’écho de la vive réaction britannique et du fait que depuis lors l’on commençait, dans nombre de milieux politiques et dans la presse, à considérer l’Espagne comme un pays hostile. Plus particulièrement, le duc d’Albe avait dû noter que Franco s’était enhardi à affirmer dans son discours que les alliés avaient d’ores et déjà perdu la guerre, et ce au rebours de ses dépêches, où il avait exposé les motifs pour lesquels les Britanniques avaient lieu de penser le contraire.

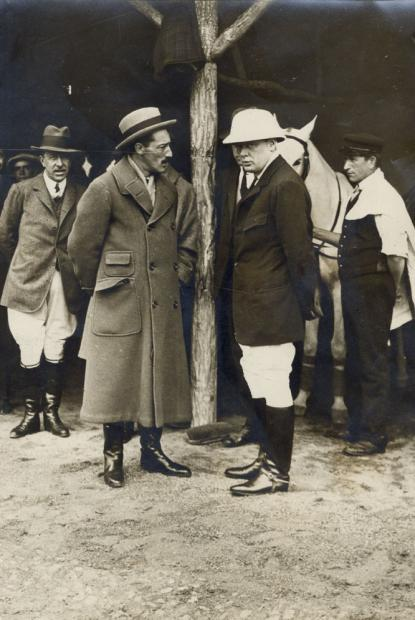
Le duc d’Albe en compagnie de Winston Churchill (1914).

Pour éviter que l’Espagne n’autorise les troupes allemandes à traverser son territoire, ce qui était alors la première préoccupation de Churchill, celui-ci offrit au duc d’Albe, lors d’un dîner à l’ambassade d’Espagne le 2 octobre 1941, le soutien des Britanniques aux revendications espagnoles face à la France en Afrique du Nord. Bien qu’il se soit agi d’un entretien non officiel, Franco en fit état plusieurs années plus tard, à un moment où les relations hispano-britanniques étaient fort tendues, en donnant lecture d’une partie du télégramme par lequel le duc d’Albe avait fait part de cette offre. Churchill répondit que si l’Angleterre gagnait la guerre, la France en serait fortement redevable à l’Angleterre, et celle-ci nullement à la France, en conséquence de quoi l’Angleterre serait en position d’exercer une pression « forte et définitive » afin que la France consente à satisfaire la « juste revendication de l’Espagne en Afrique du Nord » — à la condition, ajouta-t-il, que l’Espagne ne permette pas que les Allemands passent par son territoire.
Le nouveau contexte créé par le débarquement allié en Afrique du Nord de novembre 1942, se caractérisant par une confiance alliée renforcée dans la victoire finale et par une valeur stratégique amoindrie du territoire espagnol, se répercuta perceptiblement sur les relations anglo-espagnoles, et les ambassadeurs britannique et américain soumettaient Jordana, nommé de nouveau à la tête du ministère des Affaires étrangères, à une pression croissante pour que l’Espagne renonce à sa bienveillance envers l’Allemagne. Dans les trois années suivantes, les efforts du duc d’Albe tendirent à convaincre son gouvernement que le régime espagnol devait, en prévision de la victoire alliée, entreprendre les changements nécessaires propres à se conformer davantage aux valeurs politiques des futurs vainqueurs ; sans proposer pour autant un régime démocratique au plein sens du terme, il préconisait de supprimer les aspects les plus dictatoriaux et répressifs du régime, lequel, à ses yeux, devait se transformer par la voie d’une monarchie restaurée. Le duc d’Albe évoqua pour la première fois son point de vue dans une lettre personnelle à Jordana en juin 1943, puis le pria à la fin de juillet d’effectuer sans tarder les changements politiques nécessaires, si l’on voulait que l’Espagne recueille les fruits de sa sagace décision de ne pas entrer en guerre ; en novembre 1944 enfin, il fit part, sans la moindre ambiguïté, de ses opinions à son vieil ami et nouveau ministre de tutelle José Félix de Lequerica. À l’été 1945, il indiqua dans l’un de ses derniers comptes rendus que sa conscience d’ambassadeur ne pouvait être plus tranquille, étant donné qu’il avait insisté à de nombreuses reprises auprès des ministres des Affaires étrangères successifs sur « la nécessité d’une évolution vers des normes plus en adéquation avec les pays dont on entrevoyait chaque jour plus clairement la future victoire et [sur] le danger que cela comporterait par la suite de ne pas l’avoir fait à temps ».

### Disgrâce politique
Le duc d’Albe était en 1947 invité d’honneur au mariage de la princesse Élisabeth et de Philip Mountbatten.
La même année, le 15 juin, il apposa sa signature au bas d’un manifeste, dit des Vingt-Sept (d’après le nombre de ses signataires), qui demandait à Franco de restaurer la monarchie et où sa signature côtoyait celle de Juan Ventosa, de José de Yanguas Messía, de plusieurs militaires africanistes tels que Fanjul, ainsi que celles de 17 personnalités carlistes,,. La réplique de Franco, insidieuse, consista à évincer presque en silence de la vie publique tous les procuradores signataires et à leur faire cesser par décision immédiate toutes leurs fonctions aux Cortes, de même qu’à expulser de la Phalange ceux des signataires qui en étaient membres,.

### Travaux d’auteur et d’éditeur

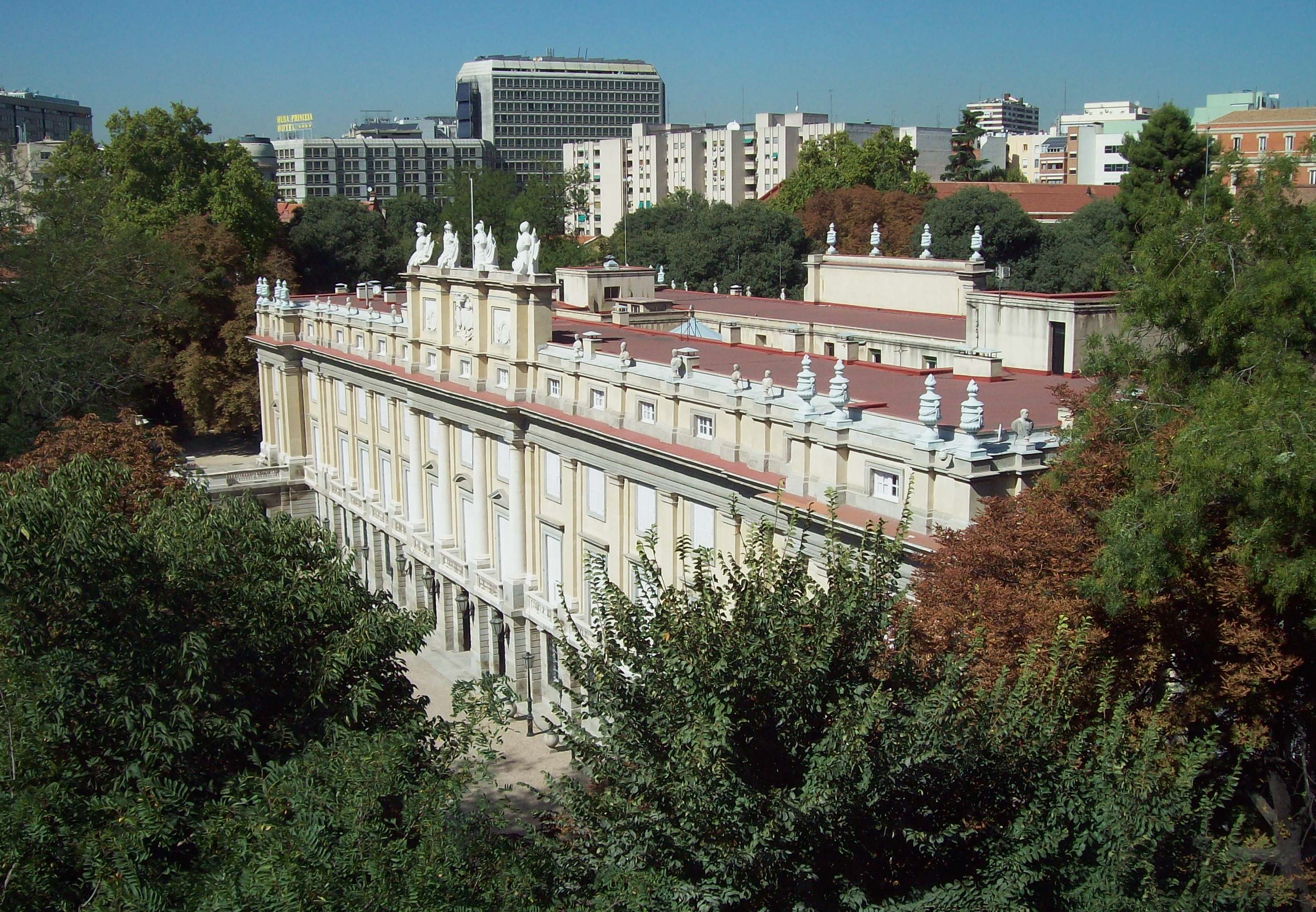
Le palais de Liria à Madrid, demeure attitrée des ducs d’Albe depuis le début du XIXe siècle.

Travailleur infatigable, le duc d’Albe voua de nombreuses heures à étudier son ancêtre le Grand Duc, dont il publia la correspondance sous le titre de Epistolario del III duque de Alba, Don Fernando Álvarez de Toledo (1952-1953), ouvrage comprenant trois volumes et totalisant quelque 1 500 pages. Il se pencha également sur la personnalité de sa tante, l’impératrice Eugénie, sur qui il publia plusieurs articles. À la mort du duc, le nombre de publications que comportait le catalogue de la maison d’Albe s’élevait à 45, dont des inventaires méticuleux de tableaux, de miniatures, d’études de musique, d’épîtres et de documents d’intérêt historique et généalogique. Le duc d’Albe fit éditer Correspondencia de Gutiérrez Gómez de Fuensalida, embajador de Alemania, Flandes e Inglaterra (1496-1509) (1907), et Noticias históricas y genealógicas de los Estados de Montijo y Teba (1915, à propos de personnages ayant des liens avec sa famille).
Il fut également directeur, puis président de l’Académie royale d'histoire, docteur honoris causa de l’université d'Oxford, fut fait chevalier de la grand-croix de l’Ordre de Charles III d'Espagne en 1919 et chevalier de l’Ordre de la Toison d'or en 1926. Il collabora à une multitude de revues, tant espagnoles qu’étrangères, et était l’auteur de nombreuses préfaces, qu’il rédigea pour les besoins de différents ouvrages, dont beaucoup réédités à ses frais. En particulier, on lui doit de nombreux articles parus dans le Boletín de la Real Academia de la Historia.

### Œuvre patrimoniale et mécénat
Il eut à cœur de conserver et de mettre en valeur son patrimoine, en particulier ses biens immobiliers, ainsi que les œuvres d’art, les archives et les bibliothèques qui s'y trouvaient. Sa fortune, assainie grâce à la gestion avisée de sa mère, fille des ducs de Fernán-Núñez, n’atteignait pas les vastes dimensions que lui supposait la croyance populaire. À son initiative et en concertation avec sa fille et unique héritière Cayetana, il entreprit de restaurer, conserver et améliorer le palais de Liria, édifice néo-classique sis à Madrid, siège de la maison d’Albe, qui avait été endommagé par un incendie pendant la Guerre civile et que sa fille prit ensuite sur elle d’ameubler et de décorer. À la mort du duc, à qui il ne fut pas donné d’assister à l’achèvement des travaux, c’est sa fille Cayetana qui poursuivit et mena à bonne fin le projet.

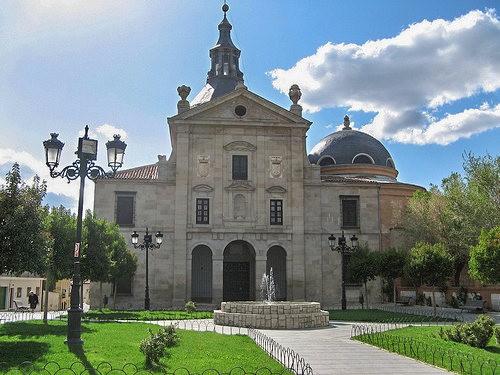
Monastère de Loeches (environs de Madrid), hébergeant depuis 1909 le panthéon de la maison d’Albe.

Sa passion pour les beaux-arts et pour l’histoire, plus particulièrement pour la peinture, passion de laquelle il était sans doute redevable à sa mère Rosario Falcó et qu’il transmit à sa fille Cayetana, poussa le duc d’Albe à enrichir inlassablement les collections de la maison d’Albe et à rester à tout moment aux aguets afin de saisir chaque possibilité d’acquisition d’œuvres d’art en Espagne et à l’étranger, parvenant ainsi à enrichir la collection d’œuvres d’art du palais de Liria d’un ensemble de tableaux ayant pour la plupart quelque lien avec ses ancêtres, notamment de la main de peintres tels que Rubens. Il confia à Ignacio Zuloaga le soin de faire le portrait des siens ainsi que de lui-même, en un temps où le peintre passait pour excessivement novateur et qu’il coulait, rejeté par l’Espagne, ses jours à Paris. Le goût de l’étude du passé se renforça chez le duc d’Albe grâce à son amitié avec Antonio Maura, avec les arabisants Miguel Asín Palacios et Julián Ribera, avec Manuel Gómez-Moreno, avec Elías Tormo et nombre d’autres historiens, ces amitiés venant s’ajouter à l’exemple de sa mère, la chercheuse et éditrice Rosario Falcó y Osorio, qui avait commencé la publication des Documentos escogidos del Archivo de la Casa de Alba (littér. Documents choisis des archives de la maison d’Albe) et avait fait paraître en 1892 les Autógrafos de Cristóbal Colón y papeles de América (littér. Autographes de Christophe Colomb et papiers d’Amérique).
En 1909, le duc d’Albe créa un panthéon pour la maison d’Albe dans la localité de Loeches (située un peu à l’est de Madrid), en adjoignant une chapelle au monastère de l’Immaculée Conception, selon les plans de l’architecte Juan Bautista Lázaro, lequel s’était inspiré du monastère d’Escurial.
En plus de ses propres recherches, il faisait aussi œuvre de mécène, s’efforçant de favoriser les travaux d’autres, attribuant notamment une bourse à l’arabisant (alors encore très jeune) Emilio García Gómez au Caire. Il subsidia plusieurs publications, telles que celle des très importantes Mapas españoles de América: siglos XV-XVII (littér. Cartes espagnoles de l’Amérique ; XVe au XVIIe siècle), et permit par son soutien que des professeurs et conférenciers étrangers viennent en Espagne. Il faisait ainsi figure, dès avant la mise en place de la Direction générale des relations culturelles, de véritable agent et promoteur des contacts scientifiques entre l’Espagne et d’autres pays.

### Vie personnelle et prestations sportives

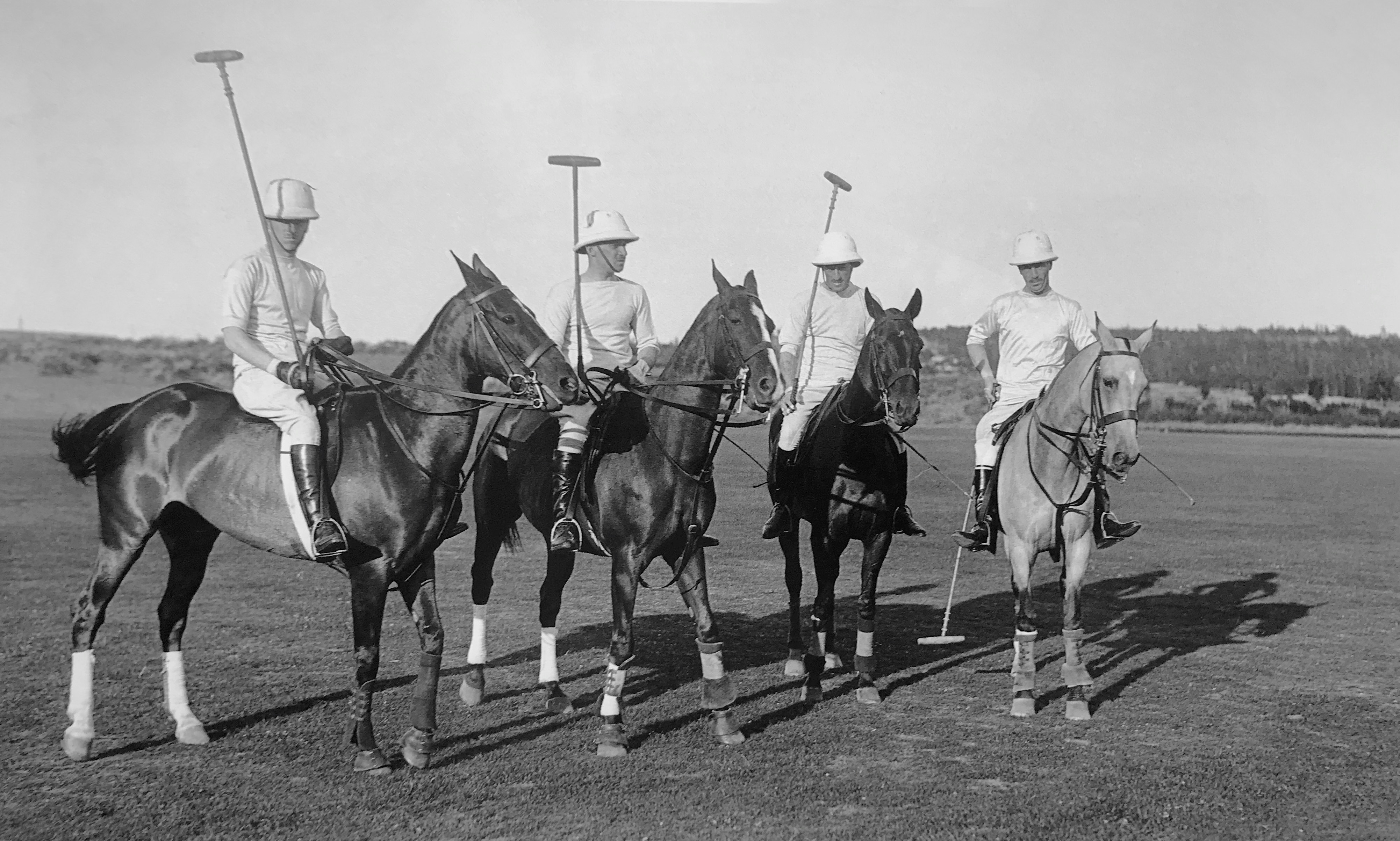
Le duc d’Albe (à droite) lors d’une partie de polo à Puerta de Hierro, dans la banlieue de Madrid.

Le 7 octobre 1920, à l’ambassade d’Espagne à Londres, Jacobo Fitz-James Stuart y Falcó contracta mariage avec María Del Rosario de Silva Fernández de Ixar Portugal y Guterbey, 10e marquise de San Vicente del Barco, Dame de la Reine auprès de la reine Victoire-Eugénie de Battenberg, fille des ducs d’Aliaga, et héritière du vaste patrimoine de la maison de Híjar, et eut avec elle une fille, Cayetana Fitz-James Stuart, future 18e duchesse d’Albe de Tormes, généralement désignée par le nom de Cayetana de Alba, décédée en 2014.
À l’âge de 41 ans, il prit part aux épreuves de polo lors des Jeux olympiques de 1920 à Anvers et obtint la médaille d'argent. L’équipe espagnole, d’allure aristocratique, qui décrocha ladite médaille, se composait, outre du duc d’Albe, de son frère cadet Hernando, des frères Álvaro et José de Figueroa, fils du comte de Romanones, et de Leopoldo Sainz de la Maza, comte de la Maza.
Le duc d'Albe mourut en Suisse, le 24 septembre 1953, à l’âge de 74 ans, et fut inhumé dans la chapelle familiale de Loeches, près de Madrid.

## Publications de Jacobo Fitz James Stuart y Falcó (comme auteur ou éditeur)
(Liste non exhaustive.)
- (es) Correspondencia de Gutierre Gómez de Fuensalida, Embajador en Alemania, Flandes e Inglaterra (1496-1509), Madrid, Imprenta Alemana, 1907, 770 p. (ISBN 978-1173102265).
- (es) Noticias históricas y genealógicas de los Estados de Montijo y Teba según los documentos de sus Archivos, Madrid, Imprenta Alemana, 1915.
- (es) Biblia (Antiguo Testamento). Trad. del hebreo al castellano por Rabí Mosé Arragel de Guadalfajara, Madrid, Imprenta Artística, 1920-1922 (en collab. avec A. Paz y Meliá. Deux tomes).
- (es) El Mariscal de Berwick. Bosquejo biográfico, Madrid, (néant), 1925, 538 p..
- (es) Necrología de Don Antonio Paz y Meliá, Madrid, Tipografía de la Revista de Archivos, 1927.
- (es) Relaciones de la nobleza con sus pueblos y plan de una codificación de las Ordenanzas dadas por los señores a sus vasallos, Madrid, Tipografía Revista de Archivos, 1928.
- Lettres familières de l’Impératrice Eugénie, publiées par les soins du Duc d’Albe, avec le concours de F. de Llanos y Torriglia et Pierre Josserand, préface de Gabriel Hanotaux, Paris, Le Divan, coll. « Saint-Germain-des-Prés », 1935, 243 (2 volumes) (trad. espagnole sous le titre Eugenia, Emperatriz, Cartas familiares de la Emperatriz Eugenia, 2 vol. trad. de F. Paz, Barcelone, éd. Imprenta de Joaquín Gil, 1944).
- (es) El Virreinato del Conde de Lemos en el Perú según los documentos de la Casa de Alba (1667-1672), Madrid, 1946.
- (en) The great Duke of Alba as a public servant, Londres, Geoffrey Cumberlege, 1947.
- (es) El Excelentísimo Señor Don Ángel González Palencia. Necrología, Madrid, Impresor y Editor Maestre, 1950.
- (es) El Excelentísimo Señor Conde de Rodezno. Necrología, Madrid, Impresor y Editor Maestre, 1952.
- (es) B. de Vargas, Breve relación en octava rima de la jornada que ha hecho el Duque de Alba desde España hasta Flandes (Amberes, 1568). Édité, préfacé et annoté par Jacobo Fitz James Stuart y Falcó & J. López de Toro, Madrid, Taller Tipográfico del Editor Maestre, 1952.
- (es) Epistolario del III duque de Alba, don Fernando Álvarez de Toledo (1536-1581), Madrid, Diana Artes Gráficas, 1952-1953, 717 (tome I), 831 (tome II) 910 (tome III).

## Titres nobiliaires et ascendances

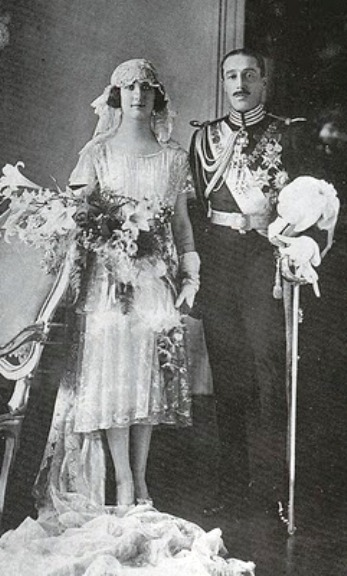
Photo de mariage du duc d’Albe avec la 10e marquise de San Vicente del Barco (octobre 1920).

Le duc d’Albe était le plus ancien jacobite encore en vie parmi les descendants en ligne masculine directe de Jacques II d’Angleterre, et était considéré par certains comme l’héritier légitime du trône d’Écosse, lors même qu’il n’ait jamais exprimé de revendication en ce sens,,,. Son lignage remontait en effet à James Fitz-James, fils naturel du roi Jacques II Stuart et d’Arabella Churchill, qui se vit octroyer en 1688 le titre anglais de duc de Berwick et en 1707 les titres espagnols de duc de Liria et de Jérica, tous titres qui passeront à ses descendants établis en Espagne. Attendu qu’Arabella Churchill était la sœur du premier duc de Marlborough, illustre aïeul de Winston Churchill, il appert que ce dernier et Jacobo Fitz-James Stuart y Falcó étaient de lointains parents.
L’un des plus éminents aristocrates de son époque, le duc d’Albe était, en tant que chef de la maison d’Albe, porteur des vingt-quatre titres de noblesse suivants (parmi lesquels figurent cependant quelques-uns n’appartenant pas à la maison ducale) :
- 10e duc de Berwick upon Tweed (en) (noblesse anglaise)
- 10e comte de Tinmouth (titre subsidiaire à celui de duc de Berwick)
- 10e baron Bosworth (titre subsidiaire à celui de duc de Berwick)
- 17e duc d’Albe de Tormes (avec grandesse d'Espagne)
- 2e duc d'Arjona (es) (avec grandesse d’Espagne)
- 15e duc de Huéscar (en) (avec grandesse d’Espagne)
- 10e duc de Liria y Jérica (es) (avec grandesse d’Espagne)
- 11e duc de Montoro (en) (avec grandesse d’Espagne)
- 13e comte-duc d’Olivares (d) (avec grandesse d’Espagne)
- 13e comte de Baños (es) (avec grandesse d’Espagne)
- 10e comte de Fuentidueña (es)
- 21e comte de Lemos (avec grandesse d’Espagne)
- 18e comte de Lerín (es) (avec grandesse d’Espagne)
- 20e comte de Miranda del Castañar (es) (avec grandesse d’Espagne)
- 15e comte de Monterrey (es) (avec grandesse d’Espagne)
- 19e comte d'Osorno (en) (avec grandesse d’Espagne)
- 22e comte de Siruela (es) (avec grandesse d’Espagne)
- 14e comte d'Ayala (es)
- 15e marquis du Carpio (en) (avec grandesse d’Espagne)
- 19e comte d'Andrade (es)
- 17e marquis de Barcarrota (es)
- 14e comte de Casarrubios del Monte (es)
- 18e marquis de Coria (es)
- 11e marquis d'Eliche (es)
- 11e comte de Fuentes de Valdepero (es)L’impératrice Eugénie, tante du duc d’Albe, par Winterhalter. Tableau conservé au palais de Liria.

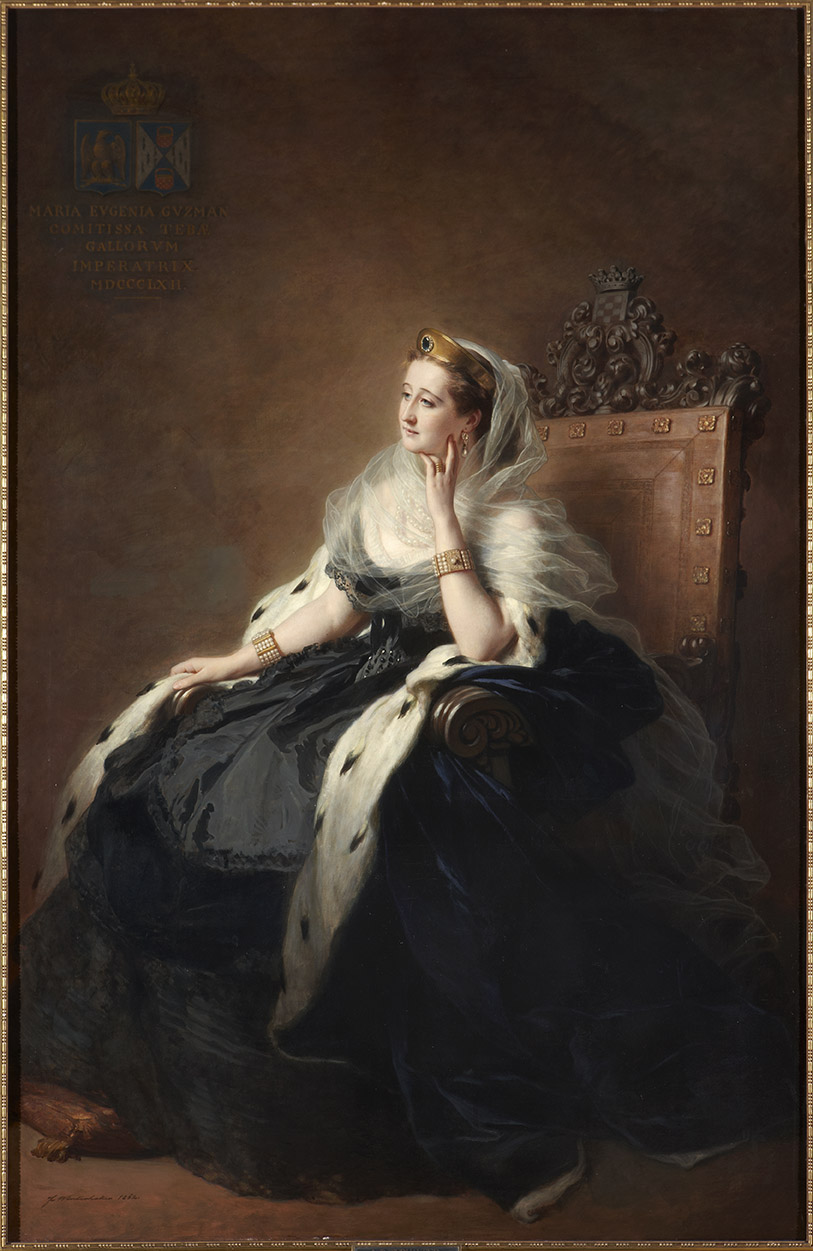
L’impératrice Eugénie, tante du duc d’Albe, par Winterhalter. Tableau conservé au palais de Liria.

- 15e comte de Galve (es)
- 17e comte de Gelves (es)
- 17e marquis de Mirallo (es)
- 15e marquis de La Algaba (es)
- 20e marquis de la Mota (es)
- 19e marquis de Moya (es)
- 10e marquis d'Osera (es)
- 16e comte de Piedrahíta (es)
- 22e comte de San Esteban de Gormaz (es)
- 14e marquis de San Leonardo (es)
- 10e comte de Santa Cruz de la Sierra (es)
- 18e marquis de Sarria
- 11e marquis de Tarazona (es)
- 16e marquis de Valdunquillo (es)
- 20e comte de Villalba (es)
- 20e marquis de Villanueva del Fresno (en)
- 15e marquis de Villanueva del Río (es)
- 12e vicomte de la Calzada (es)
- 28e seigneur de Moguer (es)
- Connétable de Navarre et d’Éibar (avec grandesse d’Espagne)

Le duc d’Albe portait le titre de Gentilhomme Grand d’Espagne avec exercice et servitude (en espagnol Gentilhombre Grande de España con ejercicio y servidumbre) auprès du roi Alphonse XIII, à qui il était lié par l’amitié et par une loyauté indéfectible.
Jacobo Fitz-James Stuart y Falcó légua le duché de Montoro à sa fille Cayetana avant que celle-ci n’épouse Luis Martínez de Irujo y Artázcoz.

## Distinctions honorifiques
- Chevalier de la grand-croix de l’Ordre de Charles III d'Espagne (royaume d’Espagne, 1919).
- Chevalier du collier de l’ordre de Charles III (royaume d’Espagne).
- Chevalier de l’Ordre de la Toison d'or (branche espagnole, 26 mai 1926)[43].
- Grand-croix de la Légion d’honneur (République française).
- Chevalier grand-croix de l’ordre royal de Victoria[44] (Royaume-Uni, 6 juin 1902).
- Chevalier de la Real Maestranza de Caballería de Séville.

## Ancêtres du duc d’Albe
|  |                                                                         |  |  |  |  |  |  |  |  |  |  |  |  |  |  |  |
|  | 16. Jacobo Fitz-James Stuart, V duque de Berwick                        |  |  |  |  |  |  |  |  |  |  |  |  |  |  |  |
|  |                                                                         |  |  |  |  |  |  |  |  |  |  |  |  |  |  |  |
|  |                                                                         |  |  |  |  |  |  |  |  |  |  |  |  |  |  |  |
|  | 8. Carlos Miguel Fitz-James Stuart, XIV duque de Alba                   |  |  |  |  |  |  |  |  |  |  |  |  |  |  |  |
|  |                                                                         |  |  |  |  |  |  |  |  |  |  |  |  |  |  |  |
|  |                                                                         |  |  |  |  |  |  |  |  |  |  |  |  |  |  |  |
|  | 17. María Teresa de Silva y Palafox                                     |  |  |  |  |  |  |  |  |  |  |  |  |  |  |  |
|  |                                                                         |  |  |  |  |  |  |  |  |  |  |  |  |  |  |  |
|  |                                                                         |  |  |  |  |  |  |  |  |  |  |  |  |  |  |  |
|  | 4. Jacobo Fitz-James Stuart, XV duque de Alba                           |  |  |  |  |  |  |  |  |  |  |  |  |  |  |  |
|  |                                                                         |  |  |  |  |  |  |  |  |  |  |  |  |  |  |  |
|  |                                                                         |  |  |  |  |  |  |  |  |  |  |  |  |  |  |  |
|  | 18. Luis Ventimiglia, II príncipe de Grammonte                          |  |  |  |  |  |  |  |  |  |  |  |  |  |  |  |
|  |                                                                         |  |  |  |  |  |  |  |  |  |  |  |  |  |  |  |
|  |                                                                         |  |  |  |  |  |  |  |  |  |  |  |  |  |  |  |
|  | 9. Rosalía Ventimiglia                                                  |  |  |  |  |  |  |  |  |  |  |  |  |  |  |  |
|  |                                                                         |  |  |  |  |  |  |  |  |  |  |  |  |  |  |  |
|  |                                                                         |  |  |  |  |  |  |  |  |  |  |  |  |  |  |  |
|  | 19. Leonor Moncada                                                      |  |  |  |  |  |  |  |  |  |  |  |  |  |  |  |
|  |                                                                         |  |  |  |  |  |  |  |  |  |  |  |  |  |  |  |
|  |                                                                         |  |  |  |  |  |  |  |  |  |  |  |  |  |  |  |
|  | 2. Carlos María Fitz-James Stuart, XVI duque de Alba                    |  |  |  |  |  |  |  |  |  |  |  |  |  |  |  |
|  |                                                                         |  |  |  |  |  |  |  |  |  |  |  |  |  |  |  |
|  |                                                                         |  |  |  |  |  |  |  |  |  |  |  |  |  |  |  |
|  | 20. Felipe Antonio de Palafox y Croy                                    |  |  |  |  |  |  |  |  |  |  |  |  |  |  |  |
|  |                                                                         |  |  |  |  |  |  |  |  |  |  |  |  |  |  |  |
|  |                                                                         |  |  |  |  |  |  |  |  |  |  |  |  |  |  |  |
|  | 10. Cipriano Portocarrero, VIII conde de Montijo                        |  |  |  |  |  |  |  |  |  |  |  |  |  |  |  |
|  |                                                                         |  |  |  |  |  |  |  |  |  |  |  |  |  |  |  |
|  |                                                                         |  |  |  |  |  |  |  |  |  |  |  |  |  |  |  |
|  | 21. María Francisca de Sales Portocarrero, VI condesa de Montijo        |  |  |  |  |  |  |  |  |  |  |  |  |  |  |  |
|  |                                                                         |  |  |  |  |  |  |  |  |  |  |  |  |  |  |  |
|  |                                                                         |  |  |  |  |  |  |  |  |  |  |  |  |  |  |  |
|  | 5. María Francisca de Sales Portocarrero, IX condesa de Montijo         |  |  |  |  |  |  |  |  |  |  |  |  |  |  |  |
|  |                                                                         |  |  |  |  |  |  |  |  |  |  |  |  |  |  |  |
|  |                                                                         |  |  |  |  |  |  |  |  |  |  |  |  |  |  |  |
|  | 22. Guillermo Kirkpatrick de Closeburn                                  |  |  |  |  |  |  |  |  |  |  |  |  |  |  |  |
|  |                                                                         |  |  |  |  |  |  |  |  |  |  |  |  |  |  |  |
|  |                                                                         |  |  |  |  |  |  |  |  |  |  |  |  |  |  |  |
|  | 11. María Manuela Kirkpatrick y Grevigné                                |  |  |  |  |  |  |  |  |  |  |  |  |  |  |  |
|  |                                                                         |  |  |  |  |  |  |  |  |  |  |  |  |  |  |  |
|  |                                                                         |  |  |  |  |  |  |  |  |  |  |  |  |  |  |  |
|  | 23. María Francisca de Grevignée                                        |  |  |  |  |  |  |  |  |  |  |  |  |  |  |  |
|  |                                                                         |  |  |  |  |  |  |  |  |  |  |  |  |  |  |  |
|  |                                                                         |  |  |  |  |  |  |  |  |  |  |  |  |  |  |  |
|  | 1. Jacobo Fitz-James Stuart, XVII duque de Alba                         |  |  |  |  |  |  |  |  |  |  |  |  |  |  |  |
|  |                                                                         |  |  |  |  |  |  |  |  |  |  |  |  |  |  |  |
|  |                                                                         |  |  |  |  |  |  |  |  |  |  |  |  |  |  |  |
|  | 24. Pascual Falcó, V barón de Benifayó                                  |  |  |  |  |  |  |  |  |  |  |  |  |  |  |  |
|  |                                                                         |  |  |  |  |  |  |  |  |  |  |  |  |  |  |  |
|  |                                                                         |  |  |  |  |  |  |  |  |  |  |  |  |  |  |  |
|  | 12. Juan Falcó, XIII marqués de Castel Rodrigo                          |  |  |  |  |  |  |  |  |  |  |  |  |  |  |  |
|  |                                                                         |  |  |  |  |  |  |  |  |  |  |  |  |  |  |  |
|  |                                                                         |  |  |  |  |  |  |  |  |  |  |  |  |  |  |  |
|  | 25. María de la Concepción Valcárcel, XI marquesa de Castel-Rodrigo     |  |  |  |  |  |  |  |  |  |  |  |  |  |  |  |
|  |                                                                         |  |  |  |  |  |  |  |  |  |  |  |  |  |  |  |
|  |                                                                         |  |  |  |  |  |  |  |  |  |  |  |  |  |  |  |
|  | 6. Manuel Falcó, XIV marqués de Almonacir                               |  |  |  |  |  |  |  |  |  |  |  |  |  |  |  |
|  |                                                                         |  |  |  |  |  |  |  |  |  |  |  |  |  |  |  |
|  |                                                                         |  |  |  |  |  |  |  |  |  |  |  |  |  |  |  |
|  | 26. Febo d'Adda, VI marqués de Pandino                                  |  |  |  |  |  |  |  |  |  |  |  |  |  |  |  |
|  |                                                                         |  |  |  |  |  |  |  |  |  |  |  |  |  |  |  |
|  |                                                                         |  |  |  |  |  |  |  |  |  |  |  |  |  |  |  |
|  | 13. Carolina d’Adda                                                     |  |  |  |  |  |  |  |  |  |  |  |  |  |  |  |
|  |                                                                         |  |  |  |  |  |  |  |  |  |  |  |  |  |  |  |
|  |                                                                         |  |  |  |  |  |  |  |  |  |  |  |  |  |  |  |
|  | 27. condesa María Leopoldina de Khevenhüller-Metsch                     |  |  |  |  |  |  |  |  |  |  |  |  |  |  |  |
|  |                                                                         |  |  |  |  |  |  |  |  |  |  |  |  |  |  |  |
|  |                                                                         |  |  |  |  |  |  |  |  |  |  |  |  |  |  |  |
|  | 3. María del Rosario Falcó, XXI condesa de Siruela                      |  |  |  |  |  |  |  |  |  |  |  |  |  |  |  |
|  |                                                                         |  |  |  |  |  |  |  |  |  |  |  |  |  |  |  |
|  |                                                                         |  |  |  |  |  |  |  |  |  |  |  |  |  |  |  |
|  | 28. Felipe Carlos Osorio, VI conde de Cervellón                         |  |  |  |  |  |  |  |  |  |  |  |  |  |  |  |
|  |                                                                         |  |  |  |  |  |  |  |  |  |  |  |  |  |  |  |
|  |                                                                         |  |  |  |  |  |  |  |  |  |  |  |  |  |  |  |
|  | 14. Felipe María Osorio, VII conde de Cervellón                         |  |  |  |  |  |  |  |  |  |  |  |  |  |  |  |
|  |                                                                         |  |  |  |  |  |  |  |  |  |  |  |  |  |  |  |
|  |                                                                         |  |  |  |  |  |  |  |  |  |  |  |  |  |  |  |
|  | 29. María Magdalena de la Cueva y La Cerda                              |  |  |  |  |  |  |  |  |  |  |  |  |  |  |  |
|  |                                                                         |  |  |  |  |  |  |  |  |  |  |  |  |  |  |  |
|  |                                                                         |  |  |  |  |  |  |  |  |  |  |  |  |  |  |  |
|  | 7. María del Pilar Osorio, III duquesa de Fernán-Núñez                  |  |  |  |  |  |  |  |  |  |  |  |  |  |  |  |
|  |                                                                         |  |  |  |  |  |  |  |  |  |  |  |  |  |  |  |
|  |                                                                         |  |  |  |  |  |  |  |  |  |  |  |  |  |  |  |
|  | 30. Carlos Gutiérrez de los Ríos, I duque de Fernán-Núñez               |  |  |  |  |  |  |  |  |  |  |  |  |  |  |  |
|  |                                                                         |  |  |  |  |  |  |  |  |  |  |  |  |  |  |  |
|  |                                                                         |  |  |  |  |  |  |  |  |  |  |  |  |  |  |  |
|  | 15. Francisca de Asís Gutiérrez de los Ríos, II duquesa de Fernán-Núñez |  |  |  |  |  |  |  |  |  |  |  |  |  |  |  |
|  |                                                                         |  |  |  |  |  |  |  |  |  |  |  |  |  |  |  |
|  |                                                                         |  |  |  |  |  |  |  |  |  |  |  |  |  |  |  |
|  | 31. María Vicenta de Solís, VI duquesa de Montellano                    |  |  |  |  |  |  |  |  |  |  |  |  |  |  |  |
|  |                                                                         |  |  |  |  |  |  |  |  |  |  |  |  |  |  |  |
|  |                                                                         |  |  |  |  |  |  |  |  |  |  |  |  |  |  |  |